# Gerdesiaweg (straat)
De Gerdesiaweg is een straat in de wijk Kralingen in Rotterdam. Bij gemeenteraadsbesluit van 16 juni 1950 is deze straat vernoemd naar de voormalige buitenplaats Gerdesia (voorheen Devonia) aan de Oudedijk.
Het Oostelijk Zwembad van 1932, het oudste zwembad van Rotterdam, ligt aan de Gerdesiaweg.
De naam van de straat is sinds 1982 ook bekend door het ondergrondse metrostation Gerdesiaweg, waar de lijnen A, B en C van de Rotterdamse metro stoppen. Aan de straat staat boven het metrostation een 5 meter hoge cortenstalen object, linten (bijgenaamd de Scheet), van de kunstenaar Gerard Walraeven.  Aan het andere eind van de Gerdesiaweg heeft een beeldje gestaan, Boefje, naar een boek en toneelstuk van de schrijver M.J. Brusse over een Rotterdamse straatjongen, maar dat beeld is verdwenen.

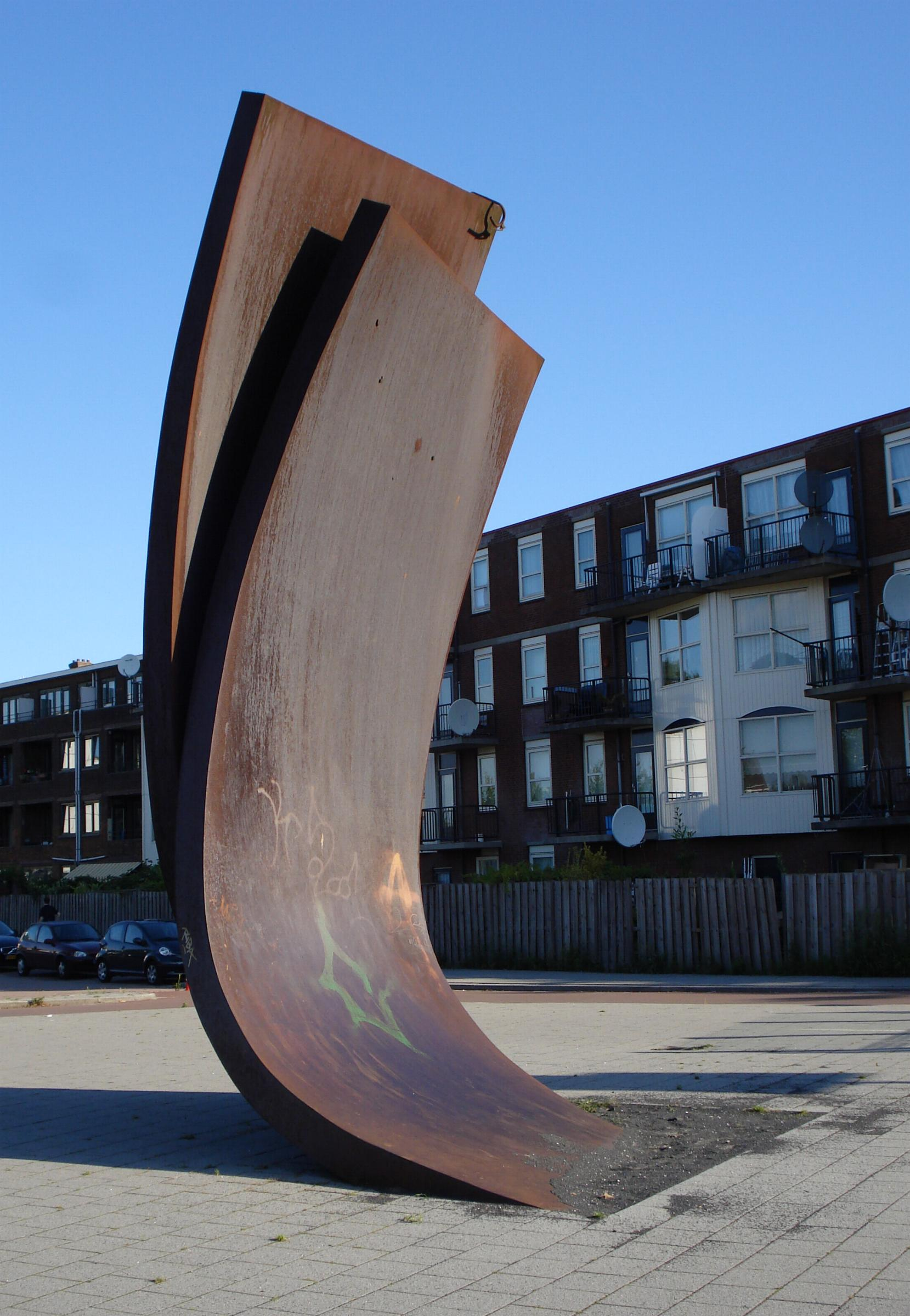
Beeld van Walraeven